# Nederlandse Artikelendatabank voor de Zorg
De Nederlandse Artikelendatabank voor de Zorg, ook bekend als de NAZ, is een via het internet toegankelijke databank met referenties naar (medische wetenschappelijke) artikelen op het gebied van gezondheidszorg. Een groot deel van alle verschenen Nederlandstalige medische publicaties en publicaties op het gebied van gezondheidszorg en welzijn, vanaf het jaar 2000, zijn in de NAZ te vinden; met trefwoorden en samenvatting van het artikel en waar mogelijk een link naar het complete artikel. 

## Context
De NAZ is ontwikkeld in navolging van het Amerikaanse PubMed. Het is de Nederlandstalige variant van de Scandinavisch-talige databank SveMed+/ en het Duitstalige CareLit/.